# De brevitate vitae
De brevitate vitae (lat. Von der Kürze des Lebens) ist ein Werk aus den Dialogen des römischen Philosophen und Staatsmannes Seneca, welches den richtigen Gebrauch der Lebenszeit behandelt.

## Hintergrund
Das zehnte Buch aus Senecas Dialogi führt den Titel De brevitate vitae. Seneca verfasste es um 49 n. Chr. Aus dem Text ergibt sich, dass der Aventin noch außerhalb des Pomeriums liegt. Den Aventin schloss Kaiser Claudius im Jahre 49 n. Chr. in den Stadtbezirk ein. Da Seneca bei Abfassung des Werks bereits aus der Verbannung zurückgekehrt war und dies in den ersten Monaten des Jahres 49 n. Chr. geschah, schrieb er das Buch zwischen diesen beiden Ereignissen. Seneca richtete den Text an seinen Freund Paulinus, einen hohen Beamten im Kaiserreich, dessen Amt als praefectus annonae die Getreideversorgung von Rom einschloss. Man vermutet, dass Paulinus entweder der Vater oder der Bruder der zweiten Ehefrau von Seneca, Paulina, war.

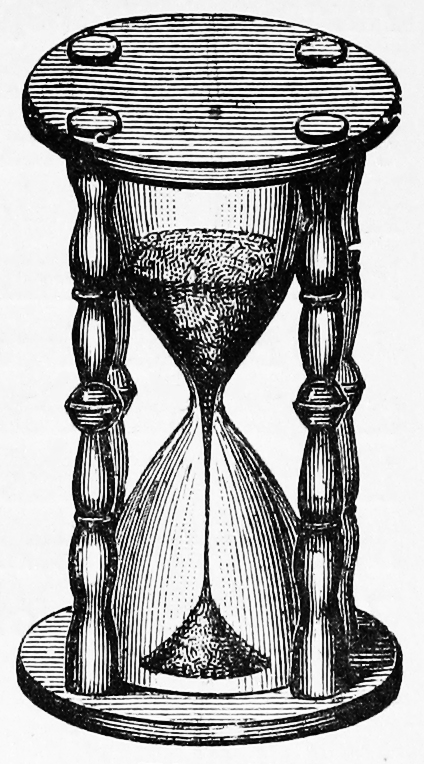
Die Zeit verrinnt

## Inhalt

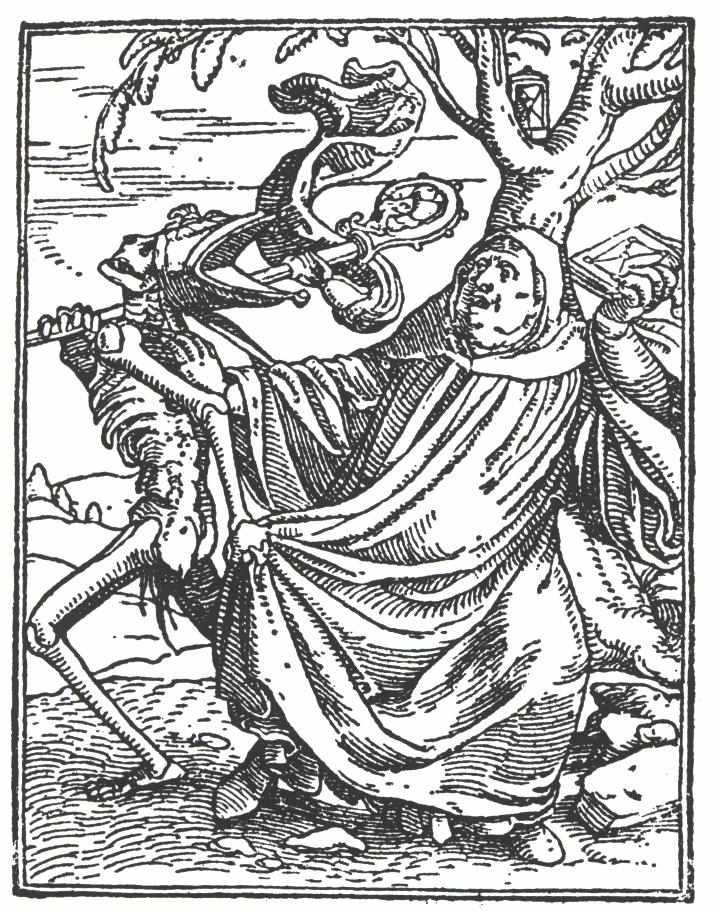
Niemand entgeht dem Tod

Das Buch umfasst 20 Kapitel.
- 1–3

Viele Menschen jammern über die Kürze des Lebens, selbst ein Philosoph wie Aristoteles. Eine falsche Klage, das Leben ist lang genug, wenn es genutzt wird. Die Menschen verschwenden ihre Lebenszeit aufgrund von Gier, Ehrgeiz, Neid, Begierden und Unbeständigkeit. Dies gilt nicht nur für in schlechtem Ruf stehende, sondern auch für berühmte und geehrte Personen. Sie geben ihre Zeit anderen, ihr Leben gehört nicht ihnen, dagegen bewachen sie ihr Eigentum sorgfältig. Selbst von einem hohen Alter nutzten sie für sich nur wenig und sterben unvorbereitet.
- 4–6

Dass jeder Tag der letzte sein kann, die Endlichkeit des Lebens und die Ungewissheit seiner Dauer vergessen viele. Sie leben, als wären sie unsterblich, und verschieben auf die unsichere Zukunft, für sich selbst zu leben. Mächtige und Erfolgreiche wie Augustus, Cicero und Livius Drusus wollten, wenn es ohne Gefahr möglich wäre, ihre Stellung mit der Muße vertauschen. Äußerlich scheinen sie glücklich, jedoch bedrohen sie immer Zufall und Gefahren. Sie klagen über ihr Leben; dies ändert weder sie noch andere, immer bleiben sie bei ihren Leidenschaften. Die dem Alkohol, Speisen und der Wollust Ergebenen verprassen die fliehende Zeit. Das gilt auch für die mit Geschäften Beladenen.
- 7–9

Allein die Philosophie lehrt richtig leben und sterben. Vielen werden ihre mühsam angestrebten Erfolge beschwerlich, sobald sie dieselben erreicht haben. Sie wünschen sich anderes für die Zukunft und ekeln sich vor der Gegenwart. Nutzt man jeden Tag, als ob er das Leben wäre, fürchtet oder sehnt man sich nicht nach der Zukunft. Da die Zeit etwas Unkörperliches ist, scheint sie den Menschen nichts zu kosten, sie rechnen nicht mit ihr. Sie kommen dem Tod immer näher, für den sie Zeit haben müssen; droht der Tod unmittelbar, erkennen sie erst den Wert der Zeit und flehen um Aufschub. Man verliert viel vom Leben, wenn man mit der unbestimmten Zukunft plant und aufschiebt.
- 10–15Niemand entgeht dem Tod

Das Leben teilt sich in die flüchtige Gegenwart, die unabänderliche Vergangenheit und die ungewisse Zukunft. Die Geschäftigen haben keine Zeit sich der Vergangenheit zu erinnern, und hätten sie diese, so wäre ihnen ihre Vergangenheit unerfreulich. Die Gegenwart vertun sie. Ein Leben ohne Geschäfte, verbracht mit Sammeln von Gegenständen, Betrachten von Wettkämpfen, Körperpflege, Spielen, Sport, unbedeutender Kunst, sinnlosen Forschungen, Anhäufen von unnützem Wissen, Orgien oder in Abgestumpftheit, ist keine Muße. Diese genießt allein, wer sich der Weisheit widmet. Ihm steht alles Hervorragende und Gute der Vergangenheit jederzeit zur Verfügung. Man kann mit allen Weisen früherer Zeiten umgehen, indem man sich mit ihren Lehren und Leben beschäftigt, und auf diese Weise Unsterblichkeit erlangen, da die Weisheit nie vergeht.
- 16,17

Die Geschäftigen wollen bisweilen sterben, weil sie die ereignislose Zeit zwischen ihren Beschäftigungen und Vergnügungen langweilt. Ihre oberflächlichen Freuden genießen sie furchtsam, da deren Dauer unsicher ist.
- 18–20

Paulinus soll sich in das Privatleben zurückziehen. Nicht in träges Nichtstun verfallen, sondern sich mit der Philosophie, welche für einen begabten Geist wie ihn würdiger als die Verwaltung der Getreidevorräte sei, beschäftigen. Die Geschäftigen verlieren ihr Leben in unbefriedigenden Tätigkeiten. Diese sollten, weil sie wenig gelebt haben, bei Nacht beerdigt werden (in Rom wurden auf diese Weise Kinderleichen bestattet).

## Interpretation
Nach Seneca ist das Leben nicht kurz, schlechter Gebrauch macht es dazu. Die Geschäftigen verlieren ihr Leben auf der Jagd nach der Befriedigung von sinnlichen Begierden oder in Gier und Ehrgeiz. Der Träge nimmt in seiner Tatenlosigkeit den Tod vorweg. Wer in Muße philosophiert, lebt. Dieses richtige Leben ist, was auch immer seine Zeitspanne sein mag, lang genug.
Zum Beweis führt Seneca in kräftiger Sprache viele Beispiele aus seiner Zeit an, wie Menschen ihr Leben verschwenden, wozu der Verfall der Sitten reichhaltiges Material bot. Dem stellt er das erfüllte Leben von Weisen als anstrebenswert gegenüber.
Schon seinen Zeitgenossen galten Senecas Leben und Lehre als widersprüchlich. In den ersten Jahren der Regierungszeit Neros (54–62 n. Chr.) leitete Seneca als einer der reichsten und mächtigsten Männer zusammen mit Sextus Afranius Burrus die Politik des römischen Weltreichs. Keine Muße, sondern geschäftiges Leben in extremem Wohlstand. Die Verhältnisse Senecas veranlassten Theodor Mommsen zu der Bemerkung: „der vor allem sich selber predigte“. Seneca äußert sich wiederholt in seinen Schriften zu diesem Widerspruch, er sieht sich selbst als jemand, der nach Weisheit strebt und von diesem Ziel entfernt ist. „Was uns noch zu tun bleibt, ist mehr als was wir bereits hinter uns haben; aber es ist schon ein großer Fortschritt, den Willen zum Fortschritt zu haben. Dieses Bewußtseins darf ich mich rühmen: ich will und will mit ganzer Seele.“ „Wer [sage ich] so zu handeln sich vornimmt, entschlossen ist und den Versuch dazu macht, nimmt seinen Weg zu den Göttern, und wahrlich, wenn er auch nicht darauf bleibt, schlägt doch rühmliches Wagniß ihm fehl.“  Das Auseinanderklaffen von Lehre und Leben Senecas ändert nichts an der Richtigkeit seiner Mahnungen. Es beweist nur, wie schwer es ist, gut zu leben.